# 藤本篤
藤本 篤（ふじもと あつし、1928年 - ）は、日本の歴史学者。大阪市史編纂所元所長。大阪人権博物館元理事。

## 略歴
1928年米国ワシントン州生まれ。1953年3月、山口大学文理学部第一回卒業生。専攻は国史学。大阪市史編纂所長、大阪人権博物館理事などを歴任。

## 著書
- 『大阪府の歴史』山川出版社　1969　県史シリーズ
- 『古文書への招待 近世文書判読入門』柏書房　1979　"調べる歴史"への入門シリーズ
- 『古文書への招待 2 (応用編)』柏書房　1980　"調べる歴史"への入門シリーズ
- 『なにわ人物譜』清文堂出版　1984
- 『大阪市史物語 20世紀の軌跡』松籟社　1993　大阪文庫
- 『古文書入門 判読から解読へ』柏書房　1994

## 共編著
- 『地方史の研究と編集』有坂隆道共著　ミネルヴァ書房　1968
- 三善庸礼『国家勘定録』宮本又次編著 （校訂）1971　清文堂史料叢書
- 『大阪の文化財』上田宏範、望月信成共著　1973　毎日放送文化双書
- 『県別史跡・文化財一覧』編　山川出版社　1974　県史シリーズ
- 『古文書学入門』福尾猛市郎共著　創元社　1974
- 『大坂町鑑集成』有坂隆道共編　1976　清文堂史料叢書
- 『古文書大字典』浅井潤子共編著　柏書房　1987
- 『古文書判読字典』浅井潤子共編　柏書房　1988
- 『福島正則 最後の戦国武将』福尾猛市郎共著　1999　中公新書